# Luís Chaves
Luís Chaves Oliveira da Paz (Belém, 27 de agosto de 1931 — São Paulo, 22 de fevereiro de 2007) foi um contrabaixista brasileiro, membro fundador do Zimbo Trio.

## Biografia
Filho de músicos, iniciou o estudo dos instrumentos ainda na infância. Mudou-se para São Paulo em 1953, para estudar engenharia, acabando, no entanto por se tornar contrabaixista.
Em 1963, Chaves gravou o primeiro disco, “Projeção”. Em 1964 fundou o Zimbo Trio, juntamente com o baterista Rubinho Barsotti e o pianista Amilton Teixeira de Godoy, sendo este grupo considerado um expoente da ala paulista da bossa nova. Ficou no Zimbo Trio até 2001, quando foi substituído por Itamar Collaço.
Em 1965 o grupo passou a tocar no programa "O Fino da Bossa", da TV Record, apresentado pela cantora gaúcha Elis Regina e pelo cantor paulista Jair Rodrigues.
Trabalhou com músicos como Johnny Alf, Moacir Peixoto e Pedrinho Mattar.
Morreu aos 75 anos de idade de falência múltipla dos órgãos e parada cardíaca. Foi sepultado no Cemitério Memorial Park, em Embu, na Grande São Paulo.